# Мирра (рослина)
Ми́рра (Commiphora myrrha) — вид рослин з роду комміфора родини бурзерові, з якого отримують смолу мирру (інші назви — миро, смирна), яка має широке застосування в релігійних ритуалах.

## Поширення
Рослина росте в посушливих районах Північно-Східної Африки, на берегах Червоного моря та Індійського океану, в Аравії і на прилеглих островах (Сокотра та інші).

## Ріст
Ми́рра дуже колюча і виростає приблизно до 4 м . Вона росте на висоті від 250 до 1300 м з річною кількістю опадів в середньому від 23 до 30 см. Ми́рра росте найкраще в тонкому шарі ґрунту, в першу чергу в районах з вапняком.

## Біологічна характеристика
Це — невелике дерево, схоже на невисокий гіллястий кедр.
Гілки з листям закінчуються шипами.
Листя, в основному трійчате, деколи розвивається тільки середній листочок.
Квітки криваво-червоні.
Плід — кістянка.